# Ede Horn

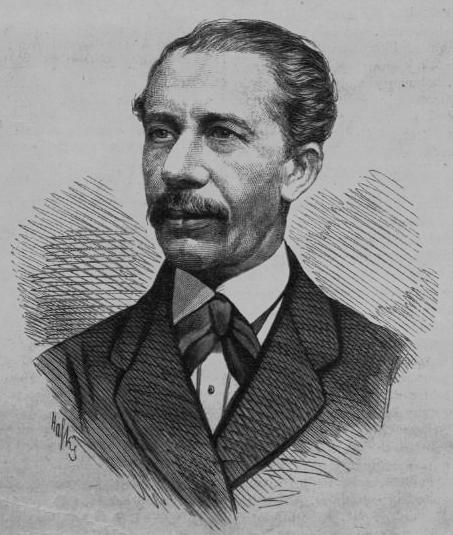
Ede Horn.

Ede (Eduard) Horn (även Ignaz Einhorn), född 25 september 1825 i Waag-Neustadtl, död 2 november 1875, var en ungersk-fransk nationalekonom och politiker.
Horn, som var jude, uppträdde 1847 som förfäktare av judarnas emancipation med arbetet Zur Judenfrage in Ungarn och grundade året därpå veckotidningen Der ungarische Israelit. Han deltog med iver i den ungerska resningen 1849 och erhöll efter Komorns kapitulation fritt avtåg, men tvingades genom oupphörliga förföljelser från polisens sida att lämna Ungern och bege sig till Wien, därifrån till Prag och Leipzig och 1851 till Bryssel. Där utgav han Statistisches Gemälde des Königreichs Belgien (1853) och Bevölkerungswissenschaftliche Studien aus Belgien (1854), hans förnämsta statistiska arbete. 
Som korrespondent till tyska tidningar begav han sig 1855 till världsutställningen i Paris, där han genom Michel Chevalier erhöll anställning som redaktör för den nationalekonomiska avdelningen i Journal des débats. Han var även en flitig medarbetare i  Journal des Économistes. Åren 1859-60 förde han i en mängd på franska skrivna flygskrifter ett formligt litterärt krig mot den absolutistisk-centralistiska regeringen i Österrike. Han utgav bland annat även Anuaire international du crédit public (1859-61), i vilken flera kända skriftställare medverkade, samt i bokform La liberté des banques (1866), i vilken han bekämpar monopol inom bankväsendet och L'économie politique avant les physiocrates (1867). 
Trots att Horn blivit fransk medborgare återvände han till Ungern efter att 1869 ha erhållit amnesti. Han blev där ledamot av riksdagen och 1875 statssekreterare i handelsministeriet.